# Природно-математички факултет Универзитета у Бањој Луци
Природно-математички факултет Универзитета у Бањој Луци основан је 12. септембра 1996. година, одлуком Народне скупштине Републике Српске, а настава је почела 7. октобра 1996.. Факултет се налази у саставу Универзитета у Бањој Луци, једног од два јавна универзитета у Републици Српској. Факултет је настао издвајањем групе природних наука са Филозофског факултета.
Зграда факултета налази се у Улици Младена Стојановића број 2, ради се о бившој згради учитељске школе. Декан Природно-математичког факултета је проф. др. Радослав Декић.

## Историја
Први почеци универзитетске наставе у Бањој Луци имају своје коријене од 1950. године у Вишој педагошкој школи, која је касније трансформисана у Педагошку академију. На академији су се, између осталих школовали наставници математике, физике и географије. Група професора филозофско-филолошких, историјских и природно-математичких наука извршила је 1993. године приреме за прерастање Педагошке академије у Филозофски факултет са десет одсјека, на којима су изучаване природне и друштвене науке. Природно-математички факултет настао је издвајањем природних и математичких наука из Филозофског факултета Универзитета у Бањој Луци 1996. године. Новоформирани факултет чинила су четири одсјека (студијска програма): географија и етнологија, биологија, математика и информатика и физика.
Њихово формирање омогућено је доласком стручних кадрова са других универзитета изван Републике Српске за вријеме грађанског рата. С кадровским јачањем и нарастајућим потребама друштва за одређеним образовним профилима, у наредним годинама оснивани су нови одсјеци: академске 1997/98. Одсјек за хемију, 2006/07. Одсјек за екологију и заштиту животне средине и Одсјек за просторно планирање, као и 2010/11. Студијски програм техничко васпитање и информатика.
Настава другог циклуса (мастер студиј) изводи се на студијским програмима: географија, биологија, просторно планирање, екологија и заштита животне средине, математика и информатика, физика и хемија. Наставни план и програм за трећи циклус (докторски студиј) усвојен је на Студијском програму математика и информатика, а у току је припрема и на другим студијским програмима. Процес наставе и вјежби одвија се у учионицама, специјализованим лабораторијама за хемију, биологију и физику, ГИС лабораторији, информатичком центру и амфитеатру. Студентима је на располагању библиотека са читаоницом.
Факултет је на почетку рада академске 1996/97. имао 18 запослених наставника и 8 сарадника у процесу наставе, уз ангажовање професора са других факултета и универзитета. Политика факултета је да се најбољи студенти ангажују као сарадници, и многи од њих су прошли развојни пут од асистената до доктора наука, чиме се факултет континуирано кадровски развијао. Због сложености организације наставе на факултету (настава, вјежбе, лабораторијске вјежбе, теренски рад), осим запослених наставника и сарадника, ангажован је већи број лабораната и стручних сарадника. У академској 2015/16. години ангажован је 41 наставник и 40 сарадника у радном односу на Природно-математичком факултету, 41 гостујући наставник и сарадник са Универзитета у Бањој Луци и 24 наставника са универзитета у окружењу.
Природно-математички факултет има успостављену успјешну сарадњу са Универзитетом у Источном Сарајеву, као и универзитетима у Србији: Београду, Новом Саду, Нишу и Крагујевцу. Ради реализације наставе појединих студијских програма факултет сарађује са факултетима и институтима Универзитета у Бањој Луци, са више ресорних министарстава и бројним институцијама: Хидрометеоролошки завод, Завод за статистику, Институт за урбанизам, грађевинарство и екологију, Центар за животну средину, Музеј Републике Српске, Водовод, Просвјетно-педагошки завод, индустријска постројења... У оквиру факултета, осим наставе, одвија се научно-истраживачки рад, уз подршку Министарства науке и технологије у Влади Републике Српске. На факултету је средиште: Географског друштва Републике Српске, Центра за демографска истраживање, Центра за климатска истраживања... Резултати научно-истраживачког рада презентују се кроз научне студије, пројекте и научне радове. Факултет је издавач више научних публикација: Гласник географског друштва Републике Српске и часопис СКУП.

## Зашто студирати на Природно-математичком факултету
Природно-математички факултет један је од главних стубова академске заједнице у Републици Српској и Босни и Херцеговини. Велики број студијских програма и широк дијапазон различитих профила који се школују на нашем факултету пружају могућност за успјешно студирање и улазак у свијет свих природних наука. Строги математички закони, те теореме, сложене математичке теорије изучавају се на Студијском програму математика и информатика. Поред математике, на овом студијском програму можете да стекнете темељна и примјенљива знања из рачунарских наука и информатике, што вам у данашњем информатичком друштву омогућава да по завршетку факултета пронађете добар, цијењен и одлично плаћен посао. Ако сте заинтересовани за испитивање климатских промјена, ако вас интересују наше ријеке, планине или демографски фактори који утичу на наш свакодневни живот, ако желите да учествујете у развојугеографских информационих система, Студијски програм географија или Студијски програм просторно планирање су идеалан избор за вас. Откривање и тумачење разних природних појава од настаријих времена привлачило је највеће свјетске умове. Архимед, Галилео Галилеј, Исак Њутн, Алберт Ајнштајн, Никола Тесла као и стотине и хиљаде других свјетских научника своје животе су посветили откривањузакона физике и својим открићима наше животе у знатнојмјери учинили лакшим и угоднијим. 
 На Студијском програму физика имате могућност да стекнете дубока теоретска, али и оперативна знања из разних грана физике и да од свјетски признатих стручњака који сузапослени на овом студијском програму истражујете најновије изазове у овој науци. Ако сте одушевљени експериментима у хемијским лабораторијама, ако желите да радите у хемијској или фармацеутској индустрији, ако вас је одувијек интересовало зашто и како сеодвијају хемијске реакције, на Студијском програму за хемија потражите одговарајући смјер и испуните свој сан. Да ли сте одушевљени богатством различитих живих организама који настањују нашу планету? Желите ли да изучавате биљне и животињске врсте из нашег ближег и даљег окружења? Да ли сте заинтересовани за изучавање ДНК? Како настаје живот и како ћелије између себе размјењују информације? Уколико је на било које од ових питања одговор ДА, размислите да се упишете на Студијски програм биологија. Екологија и заштита животне средине у данашње вријеме једна је од најважнијих научних дисциплина у нашем друштву. Увећан број становника наше планете, небрига о животној околини, оскудица пијаћеводе и здраве хране неки су од највећих изазова са којим се наше друштво сусреће. Да бисте постали добар стручњак у области екологије, морате добро познавати биологију, хемијуи географију. Стога је ову мултидисциплинарну област екологије и заштите животне средине идеално студирати на Студијском програму екологија и заштита животне средине. Ако имате амбиције да радите у настави техничког васпитања или информатике, упишите се на Студијски програм техничко васпитање и информатикаи за три године постаните наставникова два предмета.

## Студијски програми
Настава на Природно-математичком факултету организована је у осам студијских програма:
- Биологија,
- Физика,
- Географија,
- Хемија,
- Математика и информатика,
- Екологија и заштита животне средине,
- Просторно планирање и
- Техничко васпитање и информатика.

## Учење на даљину
Настава на даљину на Природно-математичком факултету организована је од 23.03.2020. у јеку пандемије вируса корона. Као платформа користила се Гугл учионица.